# František Viktor Mokrý
František Viktor Mokrý (8. dubna 1892 Praha – 29. října 1975 Praha) byl český malíř, grafik, pedagog, redaktor a teoretik umění.

## Život
Absolvoval reálku v Praze a v letech 1910–1913 studoval na Uměleckoprůmyslové škole v Praze u profesorů Emanuela Dítěte, Arnošta Hofbauera a Jana Preislera. Poté v letech 1913–1915 pokračoval ve studiu u profesora Preislera na pražské Akademii výtvarných umění a do roku 1917 k němu dojížděl na soukromé konzultace. Některé přednášky z teoretických předmětů absolvoval i na České vysoké škole technické a na Filozofické fakultě UK. Přátelil se s redaktorem časopisu Náš směr Josefem Vydrou, který Mokrého podporoval v jeho směřování k pedagogické práci. Roku 1920 se oženil se Zdeňkou Burghauserovou, absolventkou UPŠ a zakladatelkou a vůdčí osobností Kruhu výtvarných umělkyň. Měl s ní syna Jarmila, ale pro neshody se roku 1927 rozvedl a znovu oženil s knihovnicí Jarmilou Tejkalovou.
Pobýval ve Veltrusích a blízkém okolí, kde čerpal inspiraci ke své tvorbě. Často navštěvoval Terst (1912–1942), v letech 1912–1914 byl opakovaně v Dalmácii, Istrii, Dubrovníku, Mostaru, Sarajevu, Černé Hoře, Boce Kotorské. Roku 1923 podnikl studijní cesty do Paříže, Mnichova, Berlína, Hamburku. Prošel všemi význačnými moderními ateliéry v Paříži, kde se stýkal i s kralupským rodákem Jiřím Karsem. Po návratu se usadil v Praze - Bubenči.
V letech 1915–1942 působil jako středoškolský profesor v Klatovech, Plzni a 1942–1946 byl profesorem Střední průmyslové školy grafické v Praze. Byl vynikajícím odborníkem v oboru výtvarné pedagogiky i organizátorem, který zajišťoval mj. spolupráci se švýcarským centrem mezinárodní federace (FEA) pro kreslení a uměleckou výchovu. Roku 1928 byl generálním tajemníkem 6. mezinárodního kongresu pro kreslení a uměleckou výchovu v Praze.
V letech 1921–1935 byl členem výboru a 1923–1924 předsedou Výtvarného odboru Umělecké besedy. Byl výtvarným kritikem v různých denících a 1921–1925 redaktorem revue Náš směr. Přispíval články do časopisů Veraikon, Salon, Bibliofil, Estetická výchova, Náš směr, Umělecký list, Výtvarná výchova, Výtvarné snahy, Život a do novin Národní listy a venkov. Vyměňoval si korespondenci s Janem Zrzavým.
Po válce vstoupil do KSČ a roku 1946 byl jedním ze zakladatelů, od roku 1948 ředitelem Ústavu výtvarné výchovy Univerzity Palackého v Olomouci, kde zároveň učil figurální kresbu a malbu. V roce 1950 se prof. Mokrý stal obětí kádrové politiky a svého působení na olomoucké univerzitě se vzdal. V letech 1950–1958 byl pedagogem a později ředitelem Vyšší školy uměleckoprůmyslové v Praze a jednatelem Svazu kreslířů. Byl členem Umělecké besedy a poté Sdružení jihočeských výtvarníků, 11. února 1948 zakladatelem a prvním předsedou spolku Pražský Aleš (od roku 1950 Svaz českých výtvarných umělců, IV. středisko Aleš, 1957 Tvůrčí skupina Aleš). Roku 1952 se podílel na zřízení galerie a památníku Mikoláše Alše v Křižanech v místě, kde původně stával malířův rodný dům (vyhořel r. 1901). Po zrušení spolků roku 1956 marně protestoval proti zabavení jejich majetku. Po odchodu do důchodu roku 1958 v závěru svého života sepisoval své paměti.
Mezi jeho žáky na střední škole byli např. Jiří Mrázek nebo Miloš Nesvadba. K Mokrého životním jubileím uspořádal SČSVU v letech 1962 a 1972 souborné výstavy jeho díla.

## Dílo
Z díla F.V. Mokrého je ceněna především jeho předválečná tvorba. Jako krajinář portrétista a figuralista byl ve 20. letech představitelem neoklasicistní malby. Při založení spolku Pražský Aleš dával důraz na hodnotnou uměleckou práci a spolkovou příslušnost. Jen o něco později, roku 1949, byl autorem programu Spolku Aleš, který zavrhl buržoazní dekadentní formalismus a přiklonil se k socialistickému realismu. V 50. letech se přizpůsobil ideologickým požadavkům a maloval témata vyžadovaná režimem (např. Nástup strojů na poli). Ještě v době uvolnění politického útlaku na počátku 60. let viděl západní moderní umění jako zkomírající a do nihilismu upadající dekadentní zoufalství a v polovině 60. let se obracel k umění 19. století a francouzskému umění přelomu 19. a 20. století. Pražský Aleš zanikl na konci 60. let.

### Zastoupení ve sbírkách
- Národní galerie v Praze
- České muzeum výtvarných umění
- Galerie hlavního města Prahy
- Galerie moderního umění v Hradci Králové
- Galerie moderního umění v Roudnici nad Labem
- Galerie výtvarného umění v Chebu
- Galerie výtvarného umění v Náchodě
- Krajská galerie výtvarného umění ve Zlíně
- Oblastní galerie Liberec
- Východočeská galerie v Pardubicích